# Каламенянка
Каламенянка (словац. Kalamenianka) — річка в Словаччині, ліва притока Теплянки, протікає в окрузі Ружомберок.
Довжина приблизно 6,7-7,0 км. Витік знаходиться в масиві Селницькі гори на висоті близько 900 метрів. Протікає територією сіл Каламени і Лучки..
Впадає у Теплянку на висоті приблизно 555 метрів.